# Dudeísmo

Símbolo del dudeísmo, una variación del yin-yang con los agujeros de una bola de bolos.

El dudeísmo es una religión, filosofía o estilo de vida cuyo objetivo principal es promover un estilo de vida coherente con el taoísmo, con influencias de la filosofía de Epicuro y personificada en el personaje de The Dude (El Nota o El Fino, en español) interpretado por Jeff Bridges en la película del año 1998 de los hermanos Coen El gran Lebowski. El periodista establecido en Chiang Mai (Tailandia) Oliver Benjamin la fundó en el año 2005. Benjamin se hace llamar el «Dudely Lama» y su vestimenta es similar a la que usaba Bridges en la película. Su nombre oficial es The Church of the Latter-Day Dude. En el año 2010, más de 70 000 fieles habían formalizado oficialmente su adhesión  al dudeísmo.
El 6 de marzo es el día sagrado del Dudeísmo: The Day of the Dude.

## Fundación
Fundada en 2005 por Oliver Benjamin, un periodista con sede en Chiang Mai , Tailandia, El nombre oficial de la organización del Dudeísmo es The Church of the Latter-Day Dude. Se estima que 450.000 sacerdotes Dudeístas han sido ordenados en todo el mundo desde mayo de 2017 y los matrimonios han sido oficiados legalmente por el clero Dudeísta en algunos estados de EE. UU.
Aunque el dudeísmo hace uso principalmente de la iconografía y la narrativa de The Big Lebowski , los seguidores creen que la cosmovisión Dudeísta ha existido desde los inicios de la civilización, principalmente para corregir las tendencias sociales hacia la agresión y el exceso. Enumeran a personas como Lao-Tse, Epicuro, Heráclito, Buda y el Jesucristo pre-eclesiástico como ejemplos de "Grandes tipos de la historia". Los antecedentes más recientes incluyen pilares del trascendentalismo estadounidense como Ralph Waldo Emerson y Walt Whitman y humanistas como Kurt Vonnegut y Mark Twain.

## Filosofía
El sistema de creencias Dudeísta es esencialmente una forma modernizada de Taoísmo despojado de todas sus doctrinas metafísicas y médicas. El Dudeísmo aboga y fomenta la práctica de "ir con la corriente", "tener la cabeza fría" y "tomárselo con calma" frente a las dificultades de la vida, creyendo que esta es la única forma de vivir en armonía con nuestra naturaleza interior y los desafíos de interactuar con otras personas. También tiene como objetivo mitigar los sentimientos de insuficiencia que surgen en la sociedad que pone un gran énfasis en los logros y la fortuna personal. En consecuencia, los placeres cotidianos simples como bañarse, jugar a los bolos y pasar el rato con amigos se consideran preferibles a la acumulación de riqueza y el gasto de dinero como un medio para lograr la felicidad y la realización espiritual. Como dice el propio Dude en la película: "the dude abides", que esencialmente solo significa seguir existiendo.

## Publicaciones
The Church of the Latter-Day Dude lanzó su publicación oficial, The Dudespaper, en el otoño de 2008. Un libro sagrado dudeísta, The Tao Dude Ching, se puso en línea en julio de 2009. Fue rebautizado como The Dude De Ching en diciembre de 2009 para evitar confundirse con un próximo libro de Oliver Benjamin llamado The Tao of the Dude. The Dude De Ching es una reinterpretación de la traducción de Peter Merel del Tao Te Ching utilizando elementos de diálogo e historia de The Big Lebowski. En 2016, The Dude De Ching fue completamente reescrito por Benjamin, presentando un nuevo Tao Te Ching.traducción y ensayos interpretando cada verso.
En agosto de 2011, Ulysses Press publicó The Abide Guide, un "libro de autoayuda dudeísta" que emplea lecciones de vida de The Big Lebowski y otras fuentes. Escrito por Benjamin y Arch Dudeship Dwayne Eutsey, también contiene material de otros miembros de The Church of the Latter-Day Dude. En noviembre de 2013 se publicó una traducción al italiano con el título Il vangelo secondo Lebowski.
En noviembre de 2013, la Iglesia publicó Lebowski 101, una compilación de ensayos en su mayoría académicos editados por Benjamin que diseccionaban y celebraban El gran Lebowski. Más de 80 escritores e ilustradores contribuyeron al libro.
En abril de 2015 se publicó The Tao of the Dude , con ensayos e ilustraciones de Benjamin, así como citas de varios filósofos y escritores a lo largo de la historia. El objetivo del libro es mostrar que el Dudeísmo es una filosofía que existe desde los albores de la civilización.
The Dude and the Zen Master , un libro de 2013 de Jeff Bridges y el maestro budista Bernie Glassman, utiliza al personaje como punto de partida para una discusión filosófica. Cuando se le preguntó en un evento promocional qué pensaría The Dude del Dudeísmo, Bridges respondió: "Se quedaría atónito. Y le encantaría".